# Корецкий, Яков Михайлович
Яков Михайлович Корецкий (1874—1938) — полковник 89-го пехотного Беломорского полка, герой Первой мировой войны.

## Биография
Православный. Из мещан.
Образование получил в 1-м кадетском корпусе. В 1896 году окончил Санкт-Петербургское пехотное юнкерское училище, откуда выпущен был подпрапорщиком в Александро-Невский резервный батальон.
5 февраля 1896 года произведен в подпоручики с переводом 89-й пехотный Беломорский полк. Произведен в поручики 1 апреля 1900 года, в штабс-капитаны — 10 сентября 1904 года, в капитаны — 6 декабря 1907 года.
В Первую мировую войну вступил в рядах 89-го пехотного Беломорского полка. Пожалован Георгиевским оружием
За то, что в бою 8 декабря 1914 года у д. Сковронно, при особо трудных условиях местности и под убийственным огнем противника довел свою роту до удара в штыки и выбил противника из окопов.
Удостоен ордена Св. Георгия 4-й степени
За то, что 29 марта 1915 года, при атаке высоты 1133, бросился со вторым батальоном на выручку окруженного противником четвертого батальона, штыковым боем опрокинул превосходного в силах противника и выручил 4-й батальон из опасности.
Тяжело ранен 4 апреля 1915 года. Произведен в подполковники 13 мая 1915 года «за отличия в делах против неприятеля», в полковники — 16 января 1916 года на основании Георгиевского статута. По выздоровлении, 2 апреля 1916 года назначен командиром 272-го пехотного запасного батальона, 25 мая — командиром 272-го пехотного запасного полка, 5 августа 1916 года — помощником начальника 39-й пехотной запасной бригады, а 29 апреля 1917 года — в резерв чинов при штабе Петроградского военного округа.
После Октябрьской революции выехал в Таллин, где в течение 16 лет владел небольшим табачным магазином в центре города. Состоял председателем церковного совета Никольской церкви, членом правления и казначеем Общества помощи бывшим русским военнослужащим в Эстонии, членом Союза взаимопомощи чинов бывшей Северо-Западной армии и русских эмигрантов в Эстонии, членом комитета Дня русского инвалида, а также представителем бывших чинов 18-го армейского корпуса.
Умер в 1938 году в Таллине. Похоронен на Александро-Невском кладбище.

## Награды
- Орден Святого Станислава 3-й ст. (ВП 5.02.1906)
- Орден Святой Анны 3-й ст. (1909)
- Орден Святого Владимира 4-й ст. с мечами и бантом (ВП 21.12.1914)
- мечи к ордену Св. Анны 2-й ст. (ВП 9.01.1915)
- Георгиевское оружие (ВП 2.06.1915)
- Орден Святого Георгия 4-й ст. (ВП 17.10.1915)
- мечи и бант к ордену Св. Анны 3-й ст. (ВП 22.08.1916)